# Edgar-Henri Cuepper
Edgar-Henri Cuepper (ur. 16 maja 1949 w Eupen) – belgijski jeździec sportowy. Brązowy medalista olimpijski z Montrealu.
Startował w skokach przez przeszkody. W 1976 był trzeci w konkursie drużynowym. Startował na koniu Le Champion. W skład belgijskiej reprezentacji wchodzili również François Mathy, Eric Wauters i Stanny Van Paesschen.